# Franco Armani
Franco Daniel Armani (Casilda, Santa Fe, 16 de octubre de 1986) es un futbolista argentino. Se desempeña como arquero en el Club Atlético River Plate de la Primera División de Argentina. Su hermano Leandro Armani también es futbolista.
Como arquero de Atlético Nacional de Medellín y de River Plate, fue campeón de la Copa Libertadores en las ediciones 2016 y 2018. Además, fue incluido en el Equipo Ideal de la Categoría Primera A de Colombia en tres ocasiones, en el Equipo Ideal de la Copa Libertadores de 2016 y 2018; y en el Equipo Ideal de América de 2016 y 2018. Fue galardonado como el Mejor Arquero de la Categoría Primera A en Colombia en 2015, 2016 y 2017 y actualmente es el jugador con mayor cantidad de títulos en la historia de Atlético Nacional con 13 trofeos junto a Alexis Henríquez.
En 2016 estuvo 745 minutos sin recibir goles en Copa Libertadores, ostentando la mejor marca para un arquero en la historia de la competición. En 2018, atajando para River, mantuvo la valla invicta en siete de los catorce compromisos por Copa Libertadores y fue el arquero con más atajadas de esa edición (36), siendo determinante en la mayoría de los encuentros que culminaron en la coronación de River por cuarta vez en su historia.
Como segundo arquero de la Selección de fútbol de Argentina, se consagró campeón de la Copa América 2021, la Finalissima 2022, la Copa Mundial de la FIFA 2022 y la Copa América 2024. Anteriormente participó también de la Copa Mundial de la FIFA 2018 y la Copa América 2019.

## Trayectoria

### Divisiones menores
Franco Armani surgió de las divisiones menores del club de su ciudad, Aprendices Casildenses. Luego, tuvo un paso por  Central Córdoba (R) y Estudiantes de La Plata.

### Ferro Carril Oeste
En 2007, cuando tenía 20 años, todavía vivía en la pensión de Estudiantes. Sin haber debutado en Primera, el club decidió cederlo a préstamo a Ferro Carril Oeste, donde oficialmente hizo su debut profesional,en la Primera B Nacional en la temporada 2007-08

### Deportivo Merlo
Para la temporada de Primera B 2008-09, fichó por el Deportivo Merlo, en el que fue suplente en su primera temporada, disputando solamente 2 partidos y con opciones de salir del equipo. Durante ese año las lesiones y la poca confianza del cuerpo técnico en él hizo que estuviese a punto de ir cedido a Ferro Carril Oeste, aunque finalmente se quedó y formó parte del plantel que consiguió el ascenso a la Primera B Nacional.

#### Temporada 2008-2009: Consolidación
Luego de que su primer año en el club fuese con poco ritmo, en la temporada 2008-09 se consolidó jugando 37 partidos y recibiendo ofertas para la Primera División, así como del fútbol del exterior. Luego de tener actuaciones destacadas, renovó su contrato por 1 año, quedando ligado al club por 3 años más. No obstante, en junio de 2010 fue traspasado al Atlético Nacional, de Colombia, donde firmó un contrato por 3 años.

### Atlético Nacional
En la pretemporada de junio de 2010, el Atlético Nacional realizó una gira por la Argentina y se enfrentó al Deportivo Merlo. En ese partido, su rendimiento fue tan sobresaliente que las directivas del club iniciaron las negociaciones para ficharlo, con lo que se dio su traspaso al fútbol del exterior a los 23 años. El acuerdo se cerró con la compra definitiva de Armani a cambio de la transferencia del defensa Juan David Bravo y del delantero Oswaldo Blanco.
Inicialmente no contó con mucha continuidad en su nuevo equipo, especialmente por las destacadas actuaciones de su compatriota Gastón Pezzuti, que lo relegaron al banco de suplentes en los primeros años. Tras la salida de Pezzuti, empezó a tener más continuidad, convirtiéndose en pieza clave en los títulos posteriores obtenidos por el club, tanto a nivel nacional como internacional.
Debutó oficialmente por lesión de Gastón Pezzutti, el día 22 de septiembre de 2010, en la victoria de Atlético Nacional 5-1 en la vuelta de cuartos de final de la Copa Colombia 2010, ante el Itagüí Ditaires (actual Águilas Doradas). Al culminar el encuentro el global quedó 5-5 y en la tanda de penaltis no pudo atajar ninguno de los cobros, ejecutados por Álvaro Manga, Fernando Monroy, Carlos Ortiz, Anderson Zapata y Luis Páez, por lo que el equipo dorado fue a la semifinal contra Millonarios.
Para los 6 meses restantes de la temporada en el fútbol colombiano su continuidad con Nacional fue mínima, ya que solo jugó 3 partidos. Reapareció en la fecha 17 del Torneo Finalización 2010 en la derrota 3-0 frente al Deportes Tolima y luego jugó 2 partidos más.

#### 2011: Primer título
En la temporada 2011, Armani recibió ofertas para ir a jugar al fútbol venezolano y al estadounidense. Sin embargo, permaneció en el club colombiano. En el torneo Apertura, en el que solo jugó 3 partidos, resultó campeón con el club al ganar por penaltis el título frente a La Equidad de Bogotá. Durante ese semestre Armani fue el titular en todos los partidos de la Copa Colombia: 10 partidos en la fase de grupos, más 6 en las siguientes 3 rondas del torneo (octavos, cuartos y semifinales). En el segundo semestre también disputó 5 partidos de liga, para un total de 24 partidos en el 2011.

#### 2012: Nuevos títulos y lesión
Durante el 2012 el Atlético Nacional disputó la Copa Libertadores, en la que fue inscrito, aunque no llegó a jugarla. Pese a ello, sus minutos en liga fueron mucho menores debido a la poca rotación que realizó Santiago Escobar (el entonces técnico y campeón con Nacional) quién mantuvo a Pezzuti de titular en la liga y el certamen continental. En la Copa Colombia de ese año disputó 8 partidos de la fase de grupos con lo que tuvo 11 partidos en el primer semestre del 2012. Con la salida de Santiago Escobar y la llegada de Juan Carlos Osorio, Armani tuvo la misma situación al punto que se llegó a pensar en venderlo a la Argentina luego de la Superliga de Colombia y con la compra de Christian Bonilla. Luego que en el primer partido de la Copa Colombia, Pezzuti sufriera un desgarro, Armani entró para sustituirlo, no obstante en ese mismo partido sufrió una rotura de ligamentos cruzados que ocasionó que se perdiera el resto del semestre y lo que ocasionó que tanto Christian Bonilla y Vargas fueran el primer y segundo portero del club (luego este último sería el tercer portero con la recuperación de Pezzuti). Luego de eso el club ganó la Superliga de Colombia y, al finalizar el año, su primera Copa Colombia.

#### 2013: Vuelta a los terrenos de juego y consolidación
Para el 2013 el club fichó a Luis Enrique Martínez como primer portero para cubrir la baja de Pezzuti (quién regresó a jugar en Rosario Central) y siguió teniendo en cuenta a Bonilla y a Vargas, mientras él se recuperaba de su lesión. Luego de que el rendimiento de Martínez fuese muy irregular y de las convocatorias de Bonilla a la selección sub-20, Armani fue tenido más en cuenta jugando algunos partidos por la Copa Colombia y regresando a jugar por liga frente al Cúcuta Deportivo en la última fecha de la fase regular de la liga colombiana, siendo figura y atajando un penal que hubiese significado la caída del equipo verdolaga, luego de ello, Armani no volvió a perder la titularidad en todo el torneo jugando las 9 fechas restantes del Apertura 2013. Para la final su equipo jugó contra Santa Fe, en la ida en Medellín donde dejó la portería en 0 y en Bogotá fue campeón con Atlético Nacional en el primer semestre del año 2013 cuando su equipo derrotó al Santa Fe de Bogotá, durante el transcurso de ese torneo su rendimiento fue tan sorprendente (porque venía de una lesión grave) que el club le renovó por 3 años más su contrato quedando ligado hasta junio de 2016.
Para el segundo semestre sus minutos en liga se redujeron por la rotación que usó Juan Carlos Osorio quién lo usó más para jugar la copa sudamericana (siendo este su primera presencia en un torneo internacional). El 2 de octubre de 2013 alcanzó un récord de 1046 minutos sin recibir gol sumando cuatro torneos diferentes, Apertura 2013) Finalización 2013, Copa Colombia 2013 y Copa Sudamericana 2013 (siendo escogido el mejor arquero del torneo) siendo el portero con el mayor invicto en el club paisa y en el fútbol colombiano y uno de los invictos más amplios de América. El 17 de noviembre de 2013, Armani se coronó campeón nuevamente con Atlético Nacional de la Copa Colombia aunque en dicha final fue suplente de Martínez. El 15 de diciembre de 2013, Armani se coronó nuevamente campeón con Atlético Nacional de la Primera A, cuando su equipo derrotó al Deportivo Cali por un global de 2 a 0 logrando un bicampeonato en la liga colombiana y un tricampeonato en el año sumando la Copa Colombia del 2013.

#### 2014: El tricampeonato de liga
Para el inicio del 2014 el club perdió la Superliga contra el Cali, Armani jugó el partido de ida y recibió 2 goles por lo que no jugó el partido de vuelta. Durante el inicio del semestre Armani era tenido en cuenta para jugar sólo la liga mientras que Martínez era el titular en la libertadores 2014. Luego que el rendimiento de Martínez en la copa fuese muy irregular jugó en la libertadores frente al Gremio en Medellín por la cuarta fecha de la fase de grupos siendo su primera participación en dicho certamen. Durante el transcurso del torneo fue teniendo buenas actuaciones como las tenidas frente al Newell's Old Boys de Argentina en la última fecha de la fase de grupos, con lo que Atlético Nacional se clasificó a los octavos de final donde enfrentó al campeón defensor, el Atlético Mineiro. En dicha fase, Armani fue fundamental (más en el partido de vuelta en Brasil) donde ganaron la serie global 2 a 1 eliminando al campeón defensor. Ya en la siguiente fase fue eliminado por el Defensor Sporting de Uruguay, donde Nacional tuvo que jugar frente al Santa Fe por las semifinales de la liga colombiana y al día siguiente enfrentó al club uruguayo, perdiendo los dos partidos, remontando la serie frente a Santa Fe, pero perdiendo contra los uruguayos siendo eliminados de la Copa Libertadores con un global de 3 a 0.
El 21 de mayo de 2014 su equipo le ganó al Junior de Barranquilla en penales en la final del torneo apértura y Armani fue uno de los héroes de la victoria Verdolaga, su equipo, ahora es el primer tricampeón de Colombia en los torneos cortos (Apertura 2013, Finalización 2013 y Apertura 2014). El día siguiente de la consagración expresó su deseo de obtener la nacionalidad colombiana en junio de 2015, ya cuando cumple con las normas FIFA de vivir por lo menos 5 años para ganar la nacionalidad y poder ser seleccionable para la selección Colombia. El 16 de octubre de ese año frente al Vitoria de Brasil por la vuelta de los octavos de final de la copa sudamericana jugó su partido 100 con el Atlético Nacional. Por el mismo certamen continental, el 26 de noviembre, en las semifinales frente al Sao Paulo fue fundamental para la clasificación de su club a la final del certamen al impedir que el club brasileño anotará 2 lanzamientos de penaltis en la tanda de penaltis con lo que fue reconocido como el mejor jugador del partido.
Durante 2014 también fue muy destacada su participación en Copa Sudamericana, llegando a la final de la misma contra River Plate. Más allá de la derrota 2-0 en el partido de vuelta, jugado en el Monumental de River, Armani fue la figura de su equipo y se fue aplaudido por la afición local. Tiempo atrás había expresado su simpatía por ese club argentino, que en poco tiempo se interesaría por sus servicios.

#### 2015: Campeón Torneo Finalización
El 20 de diciembre se convierte en campeón del torneo finalización luego de atajar dos tiros de penal y salir como figura del partido, además con el logro de ser el arquero con menos goles en contra de todo el torneo. Debido a este título, Armani se convirtió en el portero con más títulos en el Atlético Nacional superando a jugadores como René Higuita.

#### 2016: Campeón de la Copa Libertadores y subcampeón de la Copa Sudamericana

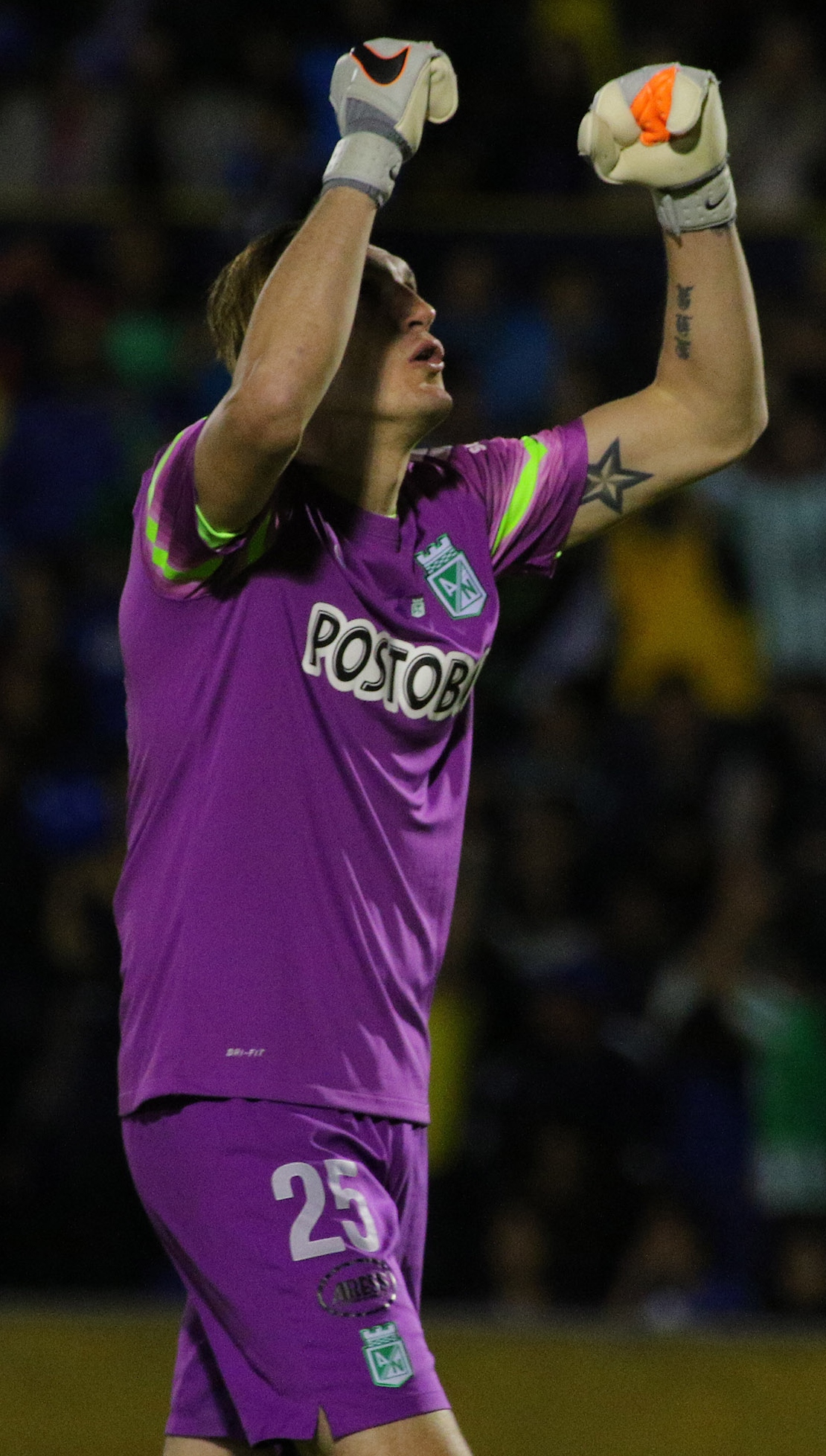
Franco Armani celebrando el gol de Orlando Berrío en la final de ida de la Copa Libertadores de 2016 frente a Independiente del Valle.

Para la temporada 2016 a finales del mes de enero, se consagró nuevamente como campeón de la Superliga de Colombia 2016 al vencer al Deportivo Cali 5 a 0 en el global. El 7 de febrero de ese año por la segunda fecha del Torneo Apertura 2016 juega su partido 150 con el club. El 9 de abril, por la fecha 12 frente al Atlético Junior, Armani jugó su partido 200 como jugador profesional.
Por los cuartos de final de la Copa Libertadores, Armani fue decisivo para que su club pudiese pasar a la ronda de semifinales del torneo continental, nuevamente luego de 21 años sin llegar a dicha ronda del torneo, siendo fundamental en la derrota 1 a 0 de su club en Argentina ante Rosario Central, evitando perder por más goles de diferencia y siendo nuevamente fundamental el 19 de mayo en la vuelta en Medellín en la victoria 3 a 1 del Atlético Nacional, siendo importante debido a que su club inició el partido por debajo del marcador, además de evitar varias opciones de gol durante los primeros minutos del partido. Luego de las especulaciones que rodeaban una posible salida del portero de Nacional con rumbo a River Plate, decidió renovar su contrato por tres años con el conjunto verdolaga. El 27 de julio se coronó campeón con Atlético Nacional de la Copa Libertadores al derrotar 1-0 al Independiente del Valle de Ecuador con gol de Miguel Borja.
Asimismo, fue subcampeón de la Copa Sudamericana 2016, debido a que la final nunca se disputó a raíz del accidente de aviación que sufrió, en las cercanías del municipio de La Unión (Antioquia), el plantel del Chapecoense, en el que fallecieron 71 personas, entre ellos casi todos los futbolistas del club. Por ende, la Conmebol suspendió la final del torneo en forma indefinida, y por pedido expreso de las autoridades del club colombiano, consagró campeón al equipo brasileño.

#### 2017: Último año con Atlético Nacional
La nueva temporada de Armani con Atlético Nacional no estuvo exenta de éxitos, ya que con el técnico Reinaldo Rueda ganaron el Torneo Apertura tras superar en la final al Deportivo Cali con una goleada por 5-1 en el Estadio Atanasio Girardot. Sin embargo, la campaña en la Copa Libertadores 2017 no fue la mejor, ya que el equipo quedó eliminado en la fase de grupos, ocupando el último lugar en la zona 1 enfrentándose a Botafogo de Brasil, Barcelona de Ecuador y Estudiantes de La Plata de Argentina.
En el segundo semestre, sin compromisos internacionales y bajo el mando técnico del español Juan Manuel Lillo, Atlético Nacional fue eliminado en los cuartos de final del Torneo Finalización, siendo el último partido de Armani con los 'verdolagas' el 2 de diciembre de 2017 contra Deportes Tolima, que obtuvo el paso a la siguiente fase del campeonato a través de los tiros desde el punto penal.
En total, Armani obtuvo 13 títulos con Atlético Nacional, siendo el jugador con más conquistas con el club antioqueño, resumidas en seis títulos de Primera A, tres de Copa Colombia, dos de Superliga de Colombia, una Copa Libertadores y una Recopa Sudamericana.

### River Plate

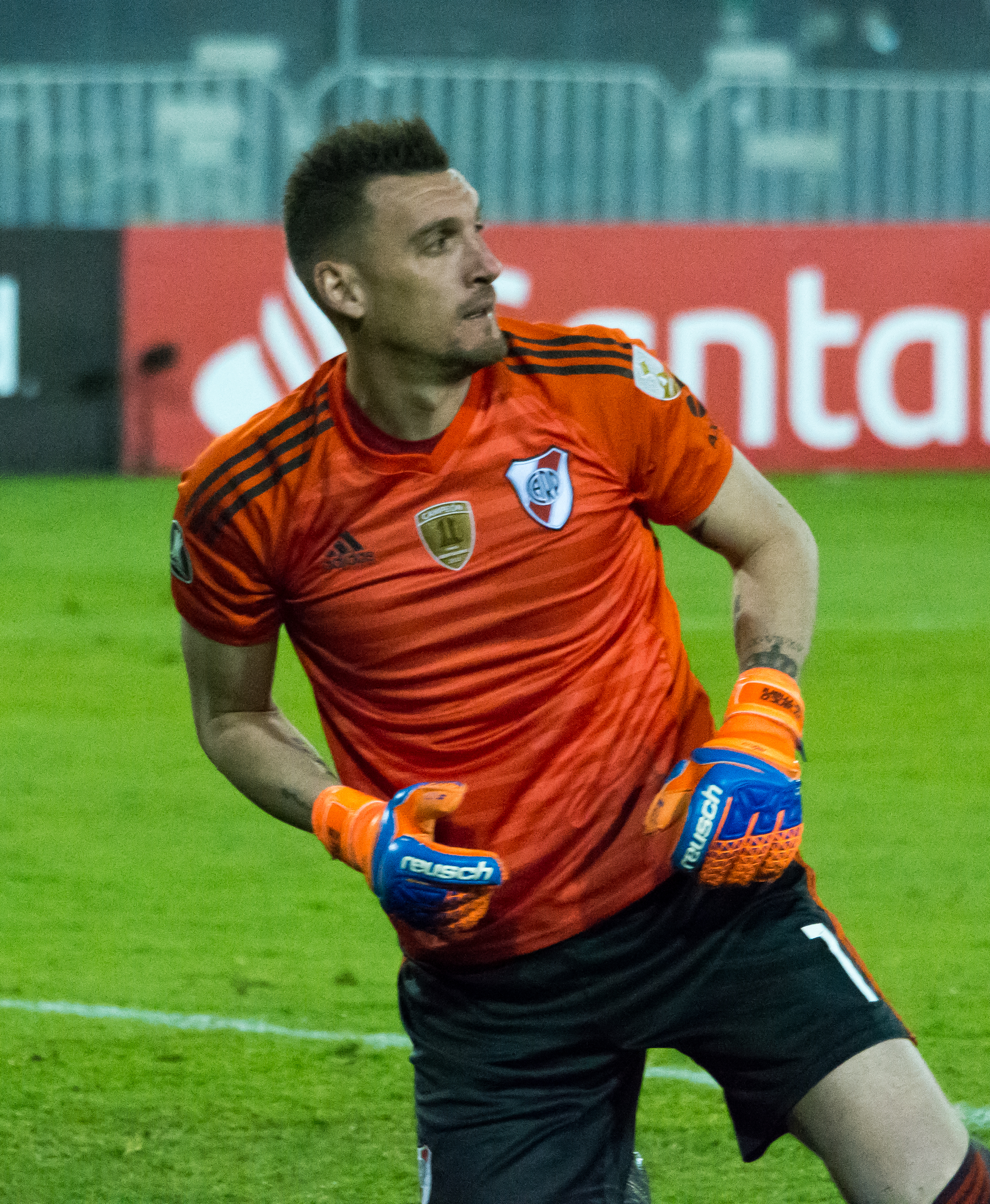
Armani con la camiseta de River Plate en la Copa Libertadores 2019.

El 1 de enero de 2018, anunció a través de la red social Instagram que salía del club por una decisión personal para fichar por River Plate y cumplir así su sueño de jugar en un equipo grande de Argentina y en especial el equipo de sus amores. Luego expresó que otra de sus motivaciones era ser tenido en cuenta por Jorge Sampaoli para jugar el Mundial 2018 con la selección argentina. El 3 de enero, Atlético Nacional confirmó la salida del jugador y su pase a River por un valor de 3 800 000 dólares estadounidenses.
El 3 de febrero de 2018, Armani debutó en el arco de River Plate en una victoria ante Olimpo por 2-0 y fue elogiado por la prensa por su seguridad. El 14 de marzo del mismo año fue una de las figuras en la final de la Supercopa Argentina 2017 disputada en Mendoza, donde River derrotó a Boca Juniors por 2-0, siendo elegido por la organización del torneo como el mejor jugador del partido.

#### 2018-19
Luego de disputar la Copa del Mundo con la selección argentina, Armani vuelve a una convocatoria con el club siendo suplente de Germán Lux en los 32.os de final de la Copa Argentina, en la victoria 7 a 0 de River Plate frente Central Norte de Salta. Por la segunda fecha de la Superliga Argentina 2018-19, Armani alcanza los 800 minutos sin recibir gol en el arco de River por liga, superando la marca de 788 minutos del histórico Amadeo Carrizo, la cual alcanzó en el torneo de 1968, jugando para el club millonario. El 1 de septiembre en el empate a 1 gol entre River Plate y San Lorenzo, Armani alcanzó los 965 minutos sin recibir goles en el arco de River, quedando como el segundo mayor invicto en la historia de la Primera División de Argentina.

#### La histórica Copa Libertadores de 2018
Disputó la edición del 2018 de la Copa Libertadores de América, su primera aparición con un equipo argentino en dicho certamen. Armani fue figura en varios partidos de la copa, siendo el arquero con más atajadas en dicho certamen. Las actuaciones del arquero en los duelos directos contra Racing e Independiente fueron fundamentales para que el equipo logre sostener 2 empates 0-0 como visitante y así clasificar ganando los duelos restantes como local (3-0 a Racing y 3-1 a Independiente). Su parada mano a mano contra Ewerton en la memorable semifinal entre River y Gremio fue la clave para que River lograra una victoria agónica y alcanzara la final contra su clásico rival.
Una atajada memorable de Armani en la final de ida entre River y Boca, mano a mano contra Darío Benedetto en el minuto 90, cerró el empate en la cancha de Boca y dejó muy bien posicionado a River de cara a la vuelta. El tercer gol del partido de vuelta (jugado en Madrid y que alcanzó una cifra récord de espectadores para un partido de Copa Libertadores a nivel global), partió de un despeje efectuado por Armani (pase de Juan Fernando ''Juanfer" Quintero y corrida al gol de Gonzalo ''Pity" Martínez).

#### 2019-20
Luego de su participación en la copa América, Armani se reintegró al equipo con miras al regreso de la Copa Libertadores en el empate 0 a 0 de River Plate frente al Cruzeiro de Brasil por los octavos de final. Hace su debut en la liga Argentina siendo titular en el empate 1 a 1 de River frente a Argentinos Juniors. Por la vuelta de serie frente al Cruzeiro, Armani fue fundamental para la clasificación de River a la siguiente ronda, manteniendo el 0 en la vuelta, nuevamente como en la ida, y llevando la serie hasta la definición por penales donde atajaría 2 cobros que le permitieron al club eliminar al conjunto brasileño.

#### 2020-21
Superada la suspensión de competiciones por la pandemia, Armani retomó su nivel siendo fundamental para River tanto en competiciones domésticas como internacionales. En 2021 ganó su primer título de liga con River, siendo figura del equipo, y renovó su pertenencia a la selección argentina ganando la Copa América realizada en Brasil.
En julio de 2023 obtuvo otro torneo de primera división (2023), con Martín Demichelis como director técnico.

#### Armani y los clásicos argentinos
Desde su llegada a River Plate en 2018, Franco Armani se consolidó como una pieza fundamental en la estructura del equipo, especialmente en los momentos de máxima presión. Su desempeño en los clásicos es una muestra clara de su jerarquía: disputó 52 partidos ante los grandes del fútbol argentino, logrando 28 victorias, 16 empates y apenas 8 derrotas, por lo que tiene una balance positivo en su historial personal de +20 partidos ganados. Además, mantuvo el arco invicto en 27 oportunidades y recibiendo apenas 30 tantos. Con estos números, Armani construyó el mejor balance histórico de un jugador de River en clásicos, superando a Ubaldo Fillol y Reinaldo Merlo.
Frente al eterno rival, Armani jugó 19 partidos: ganó 9, empató 6 y perdió 4, con una diferencia de +5 y 13 goles recibidos. Fue clave en partidos históricos como las finales de la Supercopa Argentina en 2018 y la Copa Libertadores en Madrid en el mismo año, donde su solidez bajo los tres palos resultó determinante para consagrar a River en ambas ocasiones.
Contra Racing, Armani mostró su mejor versión: en 12 encuentros, River ganó 8, empató 3 y cayó apenas 1 vez. Con una diferencia de +7 y solo 6 goles en contra. Frente a la academia se consagró campeón de la Supercopa Argentina en 2021.
Frente al Rojo, la contundencia fue notable: 12 partidos, con 7 triunfos, 4 empates y solo 1 derrota. Armani apenas recibió 5 goles y mantuvo el cero en 8 ocasiones. Se destaca especialmente su actuación en los cuartos de final de la Copa Libertadores 2018, donde fue figura en el primer partido de la serie, sosteniendo el empate en Avellaneda y allanando el camino hacia la posterior clasificación.
Ante San Lorenzo, disputó 11 partidos, de los cuales ganó 4, empató 5 y perdió 2, manteniendo 6 veces la valla invicta.
| Rival         | Partidos | Partidos | Partidos | Partidos | Partidos | Goles | Goles |
| Rival         | PJ       | PG       | PE       | PP       | Balance  | GR    | VI    |
| ------------- | -------- | -------- | -------- | -------- | -------- | ----- | ----- |
| Boca Juniors  | 19       | 9        | 6        | 4        | +5       | -13   | 8     |
| Racing Club   | 12       | 8        | 3        | 1        | +7       | -6    | 7     |
| Independiente | 12       | 7        | 4        | 1        | +6       | -5    | 8     |
| San Lorenzo   | 11       | 4        | 5        | 2        | +2       | -6    | 6     |
| Total         | 54       | 28       | 18       | 8        | +20      | -30   | 29    |

## Selección nacional

#### Mundial de Rusia 2018
Tras su llegada a River Plate en enero de 2018, sus enormes actuaciones en el arco "millonario" no pasaron desapercibidas para el cuerpo técnico de la selección argentina, quien lo empezó a seguir de cerca. Fue así que, el 21 de mayo de 2018, el entrenador Jorge Sampaoli lo incluyó en la lista de los 23 jugadores que disputarían la Copa Mundial de la FIFA 2018 en Rusia.
Armani debutó en la selección nacional el 26 de junio de 2018, en calidad de titular, y en el último encuentro del Grupo D frente a la selección de Nigeria, el cual la albiceleste debía ganar para lograr el anhelado pase a la siguiente fase, luego de un empate ante Islandia (1-1) y una durísima derrota ante Croacia (0-3). Armani había quedado como reemplazo de Wilfredo Caballero, luego del paupérrimo rendimiento de este último en los encuentros previos. Ante Nigeria, Armani tendría una aprobada actuación, tapándole una pelota clave al delantero Odion Ighalo, aunque fallaría en el intento de atajar el penal de Victor Moses, que pondría en aprietos al combinado nacional ya que un empate lo dejaría afuera en fase de grupos. Pese a esto, Argentina lograría una agónica clasificación, venciendo sobre la hora a los africanos por 2-1, completando un buen debut. Volvería a ser el arquero titular en el siguiente partido de la selección ante Francia por los octavos de final, donde en un partido para el olvido de la defensa Argentina, la albiceleste caería 4-3, quedando eliminado del Mundial.

#### Consolidación en el puesto (2018-2020)
Armani sería nuevamente convocado a la selección nacional en la doble fecha FIFA del mes de septiembre, en esta ocasión por Lionel Scaloni (quien tomó el cargo de entrenador por un periodo de tiempo indefinido, luego de la abrupta salida de Sampaoli) para disputar los primeros encuentros del conjunto albiceleste posteriores al Mundial ante Guatemala y Colombia. Sería uno de los tres guardametas citados por Scaloni para esta gira por Estados Unidos, junto a Gerónimo Rulli y Sergio Romero, y participaría como parte de un plantel totalmente renovado. Armani sería desafectado del amistoso con Guatemala, aunque sí sería el portero titular ante Colombia, donde Armani lograría mantener el arco argentino en cero luego de un áspero encuentro entre ambas selecciones que terminaría en empate (0-0).
Armani es nuevamente convocado en la selección por la doble fecha FIFA del mes de marzo, por el entrenador Lionel Scaloni, siendo partícipe de la derrota ante Venezuela por 3-1, disputado en el Wanda Metropolitano. Luego sería seleccionado para disputar la Copa América 2019 siendo el portero titular de la albiceleste debutando contra Colombia con derrota por 2-0, en el segundo partido de fase de grupos contra Paraguay con empate 1-1 cometió un blooper al intentar despejar un balón al salir del área pateando a Derlis González y casi sale expulsado aunque sólo se ganó una tarjeta amarilla, luego le atajaría un penal al mismo jugador evitando la derrota de su selección (tras atajar el penal se llevó el dedo a la boca haciendo un gesto de silencio debido a las críticas que llovían sobre él), luego atajaría en los otros dos partidos contra Catar con victoria 2-0 clasificando a cuartos de final en donde se enfrentaría a Venezuela con victoria 2-0 (en donde le atajó un mano a mano a Ronald Hernández que hubiese significado el empate venezolano) pasando a la semifinal en donde esperaba el anfitrión Brasil, lamentablemente argentina quedó afuera de la final tras perder 2-0 y de esta manera jugaría el tercer puesto contra Chile en el cual la selección albiceleste ganó por 2-1 quedándose con el tercer puesto, Armani se retiró de la competición recibiendo 6 goles.
Ya en 2020, Armani siguió siendo una pieza clave para el entrenador Lionel Scaloni, quien lo convocó para la doble fecha eliminatoria dónde la selección derrotó 1-0 a Ecuador y logró un histórico triunfo en la altura de La Paz frente a Bolivia por 2-1. También sería titular en el empate 1-1 con Paraguay y en la victoria 2-0 frente a Perú en Lima.

#### Suplencia del Dibu y Consagración (2020-2024)
Durante la Copa América 2021 solamente disputó 1 encuentro, siendo relegado al banquillo en favor del guardameta Emiliano Martínez. Finalmente, se consagró campeón del certamen, que la Selección de Argentina no conseguía desde 1993.
En 2022, fue parte del plantel que obtuvo la Copa del Mundo en Catar, aunque no disputó ningún partido en la competición.
El 31 de agosto de 2023 fue nuevamente convocado a la Selección por Lionel Scaloni para la primera doble fecha de las Eliminatorias del Mundial 2026.
También fue parte del plantel que disputó la Copa América 2024, dónde se consagraría campeón una vez más. Una vez finalizado el torneo, le puso punto final a su etapa en la selección.

#### Participaciones enCopas del Mundo
| Mundial                  | Sede                     | Resultado                | PJ                           | GR | VI |
| ------------------------ | ------------------------ | ------------------------ | ---------------------------- | -- | -- |
| Mundial de Rusia 2018    | Rusia                    | Octavos de final         | 2                            | -5 | 0  |
| Mundial de Catar 2022    | Catar                    | Campeón                  | 0 (6 partidos como suplente) | 0  | 0  |
| Total en Copas del Mundo | Total en Copas del Mundo | Total en Copas del Mundo | 2                            | -5 | 0  |

#### Participaciones enCopas América
| Torneo                 | Sede                   | Resultado              | PJ                           | GA | VI |
| ---------------------- | ---------------------- | ---------------------- | ---------------------------- | -- | -- |
| Copa América 2019      | Brasil                 | Tercer lugar           | 6                            | -6 | 2  |
| Copa América 2021      | Brasil                 | Campeón                | 1                            | -1 | 0  |
| Copa América 2024      | Estados Unidos         | Campeón                | 0 (6 partidos como suplente) | 0  | 0  |
| Total en Copas América | Total en Copas América | Total en Copas América | 7                            | -7 | 2  |

#### Participaciones enCopa de Campeones Conmebol-UEFA
| Torneo           | Sede    | Resultado | PJ                           | GR | VI |
| ---------------- | ------- | --------- | ---------------------------- | -- | -- |
| Finalissima 2022 | Londres | Campeón   | 0 (un partido como suplente) | 0  | 0  |

#### Participaciones enEliminatorias al Mundial
| Eliminatoria                               | Sede del Mundial                | Posición               | Resultado   | PJ                           | GR | VI |
| ------------------------------------------ | ------------------------------- | ---------------------- | ----------- | ---------------------------- | -- | -- |
| Eliminatorias Mundial de Catar 2022        | Catar                           | 2.° lugar 39pts        | Clasificado | 5                            | -2 | 3  |
| Eliminatorias Mundial de Norteamérica 2026 | Estados Unidos, México y Canadá | 1° lugar 31pts         | Clasificado | 0 (6 partidos como suplente) | 0  | 0  |
| Total en Eliminatorias                     | Total en Eliminatorias          | Total en Eliminatorias | 1/1         | 5                            | -2 | 3  |

## Estadísticas

### Clubes
| Club | Div.          | Temporada     | Liga         | Liga         | Liga         | Copas Nacionales (1) | Copas Nacionales (1) | Copas Nacionales (1) | Copas Internacionales (2) | Copas Internacionales (2) | Copas Internacionales (2) | Total | Total | Total |
| Club | Div.          | Temporada     | PJ           | GR           | VI           | PJ                   | GR                   | VI                   | PJ                        | GR                        | VI                        | PJ    | GR    | VI    |
| --- | ------------- | ------------- | ------------ | ------------ | ------------ | -------------------- | -------------------- | -------------------- | ------------------------- | ------------------------- | ------------------------- | ----- | ----- | ----- |
| Ferro Carril Oeste Argentina | 2.ª           | 2007-08       | 1            | 4            | 0            | Inexistentes         | Inexistentes         | Inexistentes         | Inexistentes              | Inexistentes              | Inexistentes              | 1     | 4     | 0     |
| Ferro Carril Oeste Argentina | 2.ª           | 2008-09       | 1            | 0            | 1            | Inexistentes         | Inexistentes         | Inexistentes         | Inexistentes              | Inexistentes              | Inexistentes              | 1     | 0     | 1     |
| Ferro Carril Oeste Argentina | Total club    | Total club    | 2            | 4            | 1            | 0                    | 0                    | 0                    | 0                         | 0                         | 0                         | 2     | 4     | 1     |
| C. S. Deportivo Merlo Argentina | 3.ª           | 2008-09       | 2            | 0            | 2            | Inexistentes         | Inexistentes         | Inexistentes         | Inexistentes              | Inexistentes              | Inexistentes              | 2     | 0     | 2     |
| C. S. Deportivo Merlo Argentina | 2.ª           | 2009-10       | 35           | 37           | 10           | Inexistentes         | Inexistentes         | Inexistentes         | Inexistentes              | Inexistentes              | Inexistentes              | 35    | 37    | 10    |
| C. S. Deportivo Merlo Argentina | Total club    | Total club    | 37           | 37           | 12           | 0                    | 0                    | 0                    | 0                         | 0                         | 0                         | 37    | 37    | 12    |
| Atlético Nacional · Colombia | 1.ª           | 2010          | 2            | 4            | 0            | 1                    | 1                    | 0                    | Inexistentes              | Inexistentes              | Inexistentes              | 3     | 5     | 0     |
| Atlético Nacional · Colombia | 1.ª           | 2011          | 8            | 7            | 3            | 16                   | 22                   | 4                    | Inexistentes              | Inexistentes              | Inexistentes              | 24    | 29    | 7     |
| Atlético Nacional · Colombia | 1.ª           | 2012          | 3            | 6            | 0            | 9                    | 10                   | 1                    | Inexistentes              | Inexistentes              | Inexistentes              | 12    | 15    | 1     |
| Atlético Nacional · Colombia | 1.ª           | 2013          | 14           | 11           | 6            | 6                    | 3                    | 4                    | 8                         | 4                         | 6                         | 28    | 18    | 16    |
| Atlético Nacional · Colombia | 1.ª           | 2014          | 21           | 17           | 7            | 4                    | 5                    | 1                    | 19                        | 17                        | 7                         | 44    | 39    | 15    |
| Atlético Nacional · Colombia | 1.ª           | 2015          | 29           | 17           | 19           | 4                    | 6                    | 0                    | 3                         | 4                         | 0                         | 36    | 27    | 19    |
| Atlético Nacional · Colombia | 1.ª           | 2016          | 20           | 14           | 10           | 6                    | 4                    | 3                    | 26                        | 16                        | 14                        | 52    | 34    | 27    |
| Atlético Nacional · Colombia | 1.ª           | 2017          | 38           | 25           | 19           | 4                    | 5                    | 1                    | 8                         | 10                        | 0                         | 50    | 40    | 20    |
| Atlético Nacional · Colombia | Total club    | Total club    | 135          | 101          | 64           | 50                   | 56                   | 14                   | 64                        | 51                        | 27                        | 249   | 208   | 105   |
| C. A. River Plate Argentina | 1.ª           | 2017-18       | 14           | 7            | 8            | 1                    | 0                    | 1                    | 6                         | 3                         | 4                         | 21    | 10    | 13    |
| C. A. River Plate Argentina | 1.ª           | 2018-19       | 20           | 12           | 10           | 8                    | 9                    | 3                    | 15                        | 12                        | 6                         | 43    | 33    | 19    |
| C. A. River Plate Argentina | 1.ª           | 2019-20       | 21           | 15           | 8            | 4                    | 0                    | 4                    | 12                        | 9                         | 7                         | 37    | 24    | 19    |
| C. A. River Plate Argentina | 1.ª           | 2020          | Inexistentes | Inexistentes | Inexistentes | 6                    | 10                   | 0                    | 6                         | 6                         | 3                         | 12    | 16    | 3     |
| C. A. River Plate Argentina | 1.ª           | 2021          | 21           | 16           | 9            | 18                   | 10                   | 9                    | 9                         | 11                        | 2                         | 48    | 36    | 20    |
| C. A. River Plate Argentina | 1.ª           | 2022          | 24           | 20           | 10           | 17                   | 13                   | 7                    | 7                         | 4                         | 3                         | 49    | 39    | 20    |
| C. A. River Plate Argentina | 1.ª           | 2023          | 26           | 17           | 14           | 18                   | 18                   | 7                    | 8                         | 14                        | 2                         | 52    | 49    | 23    |
| C. A. River Plate Argentina | 1.ª           | 2024          | 22           | 16           | 11           | 18                   | 15                   | 6                    | 12                        | 8                         | 6                         | 52    | 39    | 23    |
| C. A. River Plate Argentina | 1.ª           | 2025          | 22           | 11           | 13           | 2                    | 0                    | 2                    | 10                        | 10                        | 4                         | 34    | 21    | 19    |
| C. A. River Plate Argentina | Total club    | Total club    | 170          | 124          | 81           | 92                   | 75                   | 39                   | 85                        | 77                        | 38                        | 348   | 267   | 159   |
| Total carrera | Total carrera | Total carrera | 344          | 258          | 160          | 142                  | 131                  | 51                   | 149                       | 129                       | 64                        | 637   | 515   | 277   |
| (1) Las copas nacionales se refiere a la Copa Colombia, Superliga de Colombia, Copa Argentina, Supercopa Argentina, Copa de la Liga Profesional y Trofeo de Campeones. (2) Las copas internacionales se refiere a la Copa Libertadores, Copa Sudamericana, Recopa Sudamericana y el Mundial de Clubes. |               |               |              |              |              |                      |                      |                      |                           |                           |                           |       |       |       |

### Selección nacional
| Selección          | Temporada | Amistosos | Amistosos | Amistosos | Copa América | Copa América | Copa América | Eliminatorias | Eliminatorias | Eliminatorias | Mundial | Mundial | Mundial | Total | Total | Total |
| Selección          | Temporada | PJ        | GR        | VI        | PJ           | GR           | VI           | PJ            | GR            | VI            | PJ      | GR      | VI      | PJ    | GR    | VI    |
| ------------------ | --------- | --------- | --------- | --------- | ------------ | ------------ | ------------ | ------------- | ------------- | ------------- | ------- | ------- | ------- | ----- | ----- | ----- |
| Absoluta Argentina | 2018      | 1         | 0         | 1         | —            | —            | —            | —             | —             | —             | 2       | 5       | 0       | 3     | 5     | 1     |
| Absoluta Argentina | 2019      | 2         | 4         | 0         | 6            | 6            | 2            | —             | —             | —             | —       | —       | —       | 8     | 10    | 2     |
| Absoluta Argentina | 2020      | —         | —         | —         | —            | —            | —            | 4             | 2             | 2             | —       | —       | —       | 4     | 2     | 2     |
| Absoluta Argentina | 2021      | —         | —         | —         | 1            | 1            | 0            | 0             | 0             | 0             | —       | —       | —       | 1     | 1     | 0     |
| Absoluta Argentina | 2022      | 1         | 0         | 1         | —            | —            | —            | 1             | 0             | 1             | 0       | 0       | 0       | 2     | 0     | 2     |
| Absoluta Argentina | 2023      | 1         | 0         | 1         | —            | —            | —            | 0             | 0             | 0             | —       | —       | —       | 1     | 0     | 1     |
| Absoluta Argentina | 2024      | 0         | 0         | 0         | 0            | 0            | 0            | 0             | 0             | 0             | —       | —       | —       | 0     | 0     | 0     |
| Total              | Total     | 5         | 4         | 3         | 7            | 7            | 2            | 5             | 2             | 3             | 2       | 5       | 0       | 19    | 18    | 7     |

## Palmarés y distinciones individuales

### Campeonatos nacionales
| Título                | Equipo            | País      | Año       |
| --------------------- | ----------------- | --------- | --------- |
| Primera A             | Atlético Nacional | Colombia  | 2011 - I  |
| Superliga de Colombia | Atlético Nacional | Colombia  | 2012      |
| Copa Colombia         | Atlético Nacional | Colombia  | 2012      |
| Primera A             | Atlético Nacional | Colombia  | 2013 - I  |
| Copa Colombia         | Atlético Nacional | Colombia  | 2013      |
| Primera A             | Atlético Nacional | Colombia  | 2013 - II |
| Primera A             | Atlético Nacional | Colombia  | 2014 - I  |
| Primera A             | Atlético Nacional | Colombia  | 2015 - II |
| Superliga de Colombia | Atlético Nacional | Colombia  | 2016      |
| Copa Colombia         | Atlético Nacional | Colombia  | 2016      |
| Primera A             | Atlético Nacional | Colombia  | 2017 - I  |
| Supercopa Argentina   | C. A. River Plate | Argentina | 2017      |
| Copa Argentina        | C. A. River Plate | Argentina | 2019      |
| Supercopa Argentina   | C. A. River Plate | Argentina | 2019      |
| Primera División      | C. A. River Plate | Argentina | 2021      |
| Trofeo de Campeones   | C. A. River Plate | Argentina | 2021      |
| Primera División      | C. A. River Plate | Argentina | 2023      |
| Trofeo de Campeones   | C. A. River Plate | Argentina | 2023      |
| Supercopa Argentina   | C. A. River Plate | Argentina | 2023      |

### Campeonatos internacionales
| Título                          | Equipo*                | Sede           | Año  |
| ------------------------------- | ---------------------- | -------------- | ---- |
| Copa Libertadores               | Atlético Nacional      | Medellín       | 2016 |
| Recopa Sudamericana             | Atlético Nacional      | Medellín       | 2017 |
| Copa Libertadores               | C. A. River Plate      | Madrid         | 2018 |
| Recopa Sudamericana             | C. A. River Plate      | Buenos Aires   | 2019 |
| Copa América                    | Selección de Argentina | Brasil         | 2021 |
| Copa de Campeones Conmebol-UEFA | Selección de Argentina | Londres        | 2022 |
| Copa Mundial de la FIFA         | Selección de Argentina | Catar          | 2022 |
| Copa América                    | Selección de Argentina | Estados Unidos | 2024 |

(*) Incluyendo la selección.

### Distinciones individuales
| Distinción                                                  | Año  |
| ----------------------------------------------------------- | ---- |
| Mejor Arquero de la Liga Colombiana                         | 2015 |
| Parte del Equipo Ideal de la Liga Colombiana                | 2015 |
| Parte del Equipo Ideal de la Copa Libertadores              | 2016 |
| Parte del Equipo Ideal de América                           | 2016 |
| Mejor Arquero de la Liga Colombiana                         | 2016 |
| Parte del Equipo Ideal de la Liga Colombiana                | 2016 |
| Jugador con más títulos en la historia de Atlético Nacional | 2017 |
| Mejor Arquero de la Liga Colombiana                         | 2017 |
| Parte del Equipo Ideal de la Liga Colombiana                | 2017 |
| Mejor Jugador de la Supercopa Argentina 2017                | 2018 |
| Mejor Arquero de la Superliga Argentina                     | 2018 |
| Arquero con más vallas invictas de la Copa Libertadores     | 2018 |
| Tercer mejor Futbolista del año en Sudamérica               | 2018 |
| Parte del Equipo Ideal de América                           | 2018 |
| Parte del equipo ideal de la Copa Argentina                 | 2019 |
| Parte del Equipo Ideal de América                           | 2019 |
| Mejor Jugador de la Supercopa Internacional                 | 2025 |